# Mustafa Busuladžić
Mustafa ef. Busuladžić (1. travnja 1914. – 29. lipnja 1945.), bosanskohercegovački muslimanski književnik i nacistički ideolog. Bio je nositelj ideje nacionalističkog i panislamskog pokreta Mladi Muslimani, antikomunist i antisemit. Podržavao je stavove nacističke ideologije i progona Židova u Sarajevu od ustaša. Svojim pisanim djelima i esejima u novinama je podržavao Ustaški pokret.

## Životopis
Mustafa Busuladžić rođen je 1914. godine u Gorici kod Trebinja, od oca Smaila i majke Emine. Mekteb i osnovnu školu pohađao je u rodnom mjestu nakon čega odlazi u Travnik gdje se upisuje u Elči Ibrahim-pašinu medresu. Poslije jedne ili dvije godine provedene u travničkoj medresi, prebacuje se na daljnje školovanje u Gazi Husrev-begovu medresu u Sarajevu gdje je i maturirao 1936. godine. Kao učenik medrese objavljivao je svoje tekstove u Islamskom glasu, Novom Beharu, Obzoru, Svijesti, El-Hidaji, Glasniku VIS-a, Našoj domovini i drugim publikacijama.
Nakon završene medrese upisao se na Višu islamsku šerijatsku školu u Sarajevu gdje je diplomirao 1941. godine. Iza toga proveo je dvije godine u Rimu na poslijediplomskom studiju iz orijentalistike. Tada je bio suradnik italijanskih časopisa Mondo Arabo i Oriente Moderno. U Rimu je radio kao prevoditelj vijesti i spiker na radiostanici. Bio je zaposlen u Sarajevu kao profesor u Šerijatskoj gimnaziji, a honorarno je radio u Ženskoj medresi, Realnoj gimnaziji i Srednjoj tehničkoj školi. Pokraj prosvjetnog i pedagoškog rada mnogo je pisao i prevodio. 
U vrijeme kada su Mladi muslimani djelovali kao podružnica El-Hidaje, organizacije islamskog svećenstva Nezavisne države Hrvatske Mustafa Busuladžić je u Sarajevu bio njihov službeni predsjednik (poslije Kasima ef. Dobrače, a na prijedlog Mehmeda Handžića). Mustafa Busuladžić je bio jedan od bošnjačkih pisaca u Bosni i Hercegovini, a iz njegovog opusa izdvaja se brošura Muslimani u Sovjetskoj Rusiji u kojoj je opisao teško stanje muslimana u Ruskom carstvu koje se još više pogoršalo nakon dolaska boljševika na vlast.
Nakon oslobođenja Sarajeva i dolaskom komunista na vlast, uhićen je polovicom travnja 1945. godine, a suđeno mu je pred vojnim sudom 22-23. svibnja u tadašnjoj Osman-pašinoj kasarni. Optužen je kao suradnik okupatora, zbog suradnje s jerusalemskim muftijom i članom SS-a al-Husseinija, te zato što je bio nastavnik u školi imama SS divizije. Kao dokazni materijal tužitelj je priložio antikomunističku brošuru "Muslimani u sovjetskoj Rusiji", presliku protusrpskog pisma Mehmeda Handžića koje je preveo i predao al-Husseiniju, presliku pisma koju je predao muftiji zbog zarobljenika zatvorenih u Zagrebu, članak Naša tolerancija objavljen u Osvitu, u kom ukazuje da su Židovi zajednički neprijatelji Arapa, muslimana i kršćana, te pozdravno pismo, napisano 11. svibnja 1941. godine na svečanoj sjednici El-Hidaje upućeno poglavniku NDH Anti Paveliću, potpredsjedniku vlade Nezavisne države Hrvatske Osman-begu Kulenoviću, doglavniku i ministru za bogoštovlje i nastavu Mili Budaku i doglavniku Ademagi Mešiću, te antisrpski govor koji je pročitan pred Carevom džamijom u Sarajevu. Vojni ga je sud skupa s Atifom Hadžikadićem, tadašnjim gradonačelnikom osudio na smrt strijeljanjem. Strijeljanje je izvršeno noću u sarajevskom naselju Velešići iza željezničke stanice.  U trenutku strijeljanja imao je trideset jednu godinu. Iza njega su ostali žena i dvoje djece.
Danas jedna ulica u sarajevskom naselju Breka na Koševu nosi njegovo ime. Ulica je prije nosila ime narodnog heroja SFRJ Fuada Midžića. Osnovnoj školi Dobroševići u općini Novi Grad Sarajevo 2016. godine promijenjeno je ime u Javna ustanova Osnovna škola "Mustafa Busuladžić", što je izazvalo negodovanje među zastupnicima Skupštine Novog Grada Sarajeva, Židovske zajednice u Bosni i Hercegovini i veleposlanstva Države Izrael, zbog Busuladžićevog podržavanja ustaškog pokreta, antisemitizma i veličanja nacionalsocijalizma za vrijeme Drugog svjetskog rata. Godine 2018. Vlada Sarajevske županije je povukla odluku o imenovanju osnovne škole u Dobroševićima po Mustafi Busuladžiću.

## Djela
- Muslimani u Evropi - izabrani spisi (Sarajevo, 1997.)
- Muslimani u sovjetskoj Rusiji (Sarajevo, 1997.)

## Vanjske poveznice
- Mustafa Busuladžić: Islam i socijalizam (boš.)